# Violina
Violina (starinsko tudi gosli in škant) spada med najmanjše godalne instrumente, ki so danes v uporabi. Tako njena oblika kot ime (pomanjševalnica), izhaja iz renesančega instrumenta, imenovanega viola oz. viola da braccio. Ima štiri strune, ki jih štejemo in označujemo po višini tonske uglasitve navzdol (e2, a1, d1, g).

## Zgodovina
Starodavni glasbeni instrumenti s strunami so bili namenjeni brenkanju, na primer grška lira. Glasbila s strunami, na katere se igra z lokom, pa verjetno izvirajo iz osrednje Azije, kot na primer morin khur iz Mongolije. Na azijska glasbila se je, tako kot na moderno violino, igralo z lokom iz konjske žime. Podobna glasbila so se postopoma razširila na Kitajsko, v Indijo, preko Bizantinskega cesarstva v italijanska pristanišča (Genova in Benetke). V severni Italiji je v 16. stol. nastala violina, kot jo skoraj nespremenjeno poznamo še danes.  Najzgodnejši evropski opis violine je iz leta 1556.
Najstarejšo znano violino s štirimi strunami (starejše so imele tri) je izdelal Andrea Amati leta 1555. Vse kaže, da so bile že takrat dokaj popularne, saj je Karel IX. Francoski pri Amatiju leta 1560 naročil 24 violin. Ena od violin iz tega naročila se je ohranila in velja za najstarejšo še ohranjeno sploh.
Ljudje, ki izdelujejo godala, se imenujejo goslarji. Zlato obdobje goslarstva je zacvetelo predvsem po zaslugi beneških trgovcev. K oblikovanju violine so prispevale svoj delež skoraj vse evropske pokrajine, najbolj pa so bili uspešni italijanski goslarji, in sicer družini Amati in Guarneri, ter Antonio Stradivari.
Andrea Amati je svoje znanje prenesel na sinova, družinsko tradicijo pa je nadaljeval njegov vnuk Nicola. Najboljša učenca Nicole sta bila Andrea Guarneri in Antonio Stradivari. Najslavnejše delavnice so bile v Cremoni v severni Italiji, kjer so omenjene družine izdelovale violine več kot dve stoletji. Njihovi inštrumenti veljajo za najboljše in posledično najdražje instrumente na svetu. Ena od stradivark (Lady Blunt) je na dražbi leta 2011 dosegla ceno 15,9 milijonov ameriških dolarjev.
Stradivarke naj bi imele vrhunski zven zaradi lesa, v katerem so letnice bolj skupaj zaradi počasne rasti dreves v mali ledeni dobi (1645 - 1750), ali zaradi kemične obdelave lesa. Kljub vsemu na številnih slepih testih poslušalci niso mogli ločiti igranja na stradivarko od igranja na violine drugih izdelovalcev.

## Sestavni deli
Violina je sestavljena iz glave, vratu in trupa. Glavo sestavljajo zaključek violine, t. i. polž, vijačnica in vijaki za uglaševanje. Vrat vključuje ebenovinasto ubiralko, ob katero se s prsti pritiskajo strune, s čimer se spreminja višina tonov. Trup je pravzaprav resonančna škatla iz smrekovega lesa, ki jo sestavljajo zgoraj pokrov, ob strani obod in spodaj dno. Na sredini pokrova je postavljena lesena kobilica, ki podpira strune in pomaga pri nastanku zvoka, saj vibrira med tem, ko z lokom drsimo prek strun. Vibriranje kobilice lahko zmanjšamo tako, da na kobilico pritrdimo sordino oziroma dušilec. Pod kobilico je strunik, na katerega so pripete strune in štirje mali kovinski vijaki za fino uglaševanje. Sledi gumb, ki z vezjo drži strunik, in duša (postavljena v notranjosti trupa violine kot podpora kobilici in tonska povezava pokrov—dno ter kot ojačevalec zgornjih tonov). Na sredini pokrova sta prisotni dve reži oz. zvočnici, f-odprtini (v obliki črke f). Na zgornji del telesa violine se namesti podbradnik za lažjo držo in na spodnji strani mostiček, ki se opira na ramo. Tega pripomočka ne uporabljajo vsi. Podbradek in mostiček omogočata, da violino držimo z brado na rami, roka violino samo rahlo podpira.
Lok je posebna palica, na katero je napeta konjska žima, ki jo vlečemo po strunah. Žima je namazana s kolofonijo, smolo, ki ostane pri destilaciji terpentina. Deli loka so palica iz enega kosa brazilskega lesa pernambuka ali iz plastike, žabica (spodnji del), gumb (na katerem je nameščen vijak, s katerim napenjamo žimo) in konica/špica (zgornji del).
Violina običajne velikosti je celinka (4/4). Otroci običajno igrajo manjše violine, najpogosteje tričetrtinke (3/4), polovinke (2/4) in četrtinke (1/4). Manjše izvedbe so redke. Oznake ne pomenijo razmerja dolžine glede na celinko. Obstajajo pa tudi manjše izvedbe violine za odrasle, na primer žepna violina imenovana pošet (pochette), ki so jo uporabljali predvsem plesni mojstri v Franciji.
Strune so bile prvotno iz raztegnjenih, posušenih in zvitih ovčjih črev. Kasneje so bile narejene iz svile, aluminija ali jekla. Moderne strune so večinoma narejene iz specialnih vrst jekla, včasih obdane s srebrom ali (struna e) z zlatom. Uglaševanje se začne s struno a (440 Hz).

## Tehnika igranja

### Leva roka
Z levo roko nekoliko podpiramo vrat, predvsem pa s prsti pritiskamo strune na ubiralko. Roko lahko premikamo po violinskem vratu v različne lege. To pomeni, da v tretji legi premaknemo roko tako, da s kazalcem pritiskamo na tisto točko, kjer smo v prvi legi imeli prstanec (tretji prst). Na ta način lahko zaigramo precej višje tone na struni e. Običajno s prstom pritiskamo na eno struno, lahko pa tudi na dve sosednji struni hkrati.
Pri tehniki vibrato s prstom ne držimo strune pri miru na ubiralki, ampak z rahlim premikanjem prstne blazinice dosežemo spreminjanje tona. Na harmoničnih točkah lahko igramo tudi flageolette, pri čemer se s prstom strune samo dotaknemo, torej je ne pritisnemo na ubiralko. Pri trilčku pa hitro menjavamo glavni ton z zgornjim sosednjim tonom, se pravi da imamo en prst na glavnem tonu, z naslednjim prstom pa čimvečkrat v kratkem času pritisnemo na višje mesto.

### Desna roka
Na violino igramo z lokom ali v načinu pizzicato, kjer po strunah brenkamo s prsti. V zelo redkih primerih se po strunah igra s palico violinskega loka, to je tehnika con legno (z lesom). Tehnike z lokom se razlikujejo predvsem v hitrosti in moči gibov, recimo martelé ali martellato (kot s kladivom), tremolo (zelo hitro ponavljanje iste note, samo z zgornjim delom loka) in podobno. Praviloma z lokom vlečemo po eni struni, lahko tudi po dveh sosednjih hkrati.

## Glasbeni slogi
V simfoničnem orkestru igrajo glavno vlogo godala, kamor poleg violine kot najmanjše članice družine sodijo še viole, čela in kontrabasi. Violine predstavljajo največji del orkestra, ki igra klasično glasbo, običajno so razdeljene na prvo (zahtevnejša melodija) in drugo violino (spremljava, običajno nižji toni).
Violina ima svojo vlogo tudi v jazzovskih zasedbah (Joe Venuti, Stéphane Grappelli), popularni glasbi, kot tudi v folklorni glasbi (rezijanska glasba). V zadnjih letih se je pojavila tudi električna violina (Vanessa Mae).
Glasbenik, ki igra na violino, se imenuje violinist, goslač (predvsem za folklorno glasbo) ali na vrhunskem nivoju virtuoz. Znani virtuozi so bili Yehudi Menuhin, Giuseppe Tartini, Antonio Vivaldi in verjetno najboljši Niccolo Paganini. Znana slovenska violinista sta Anja Bukovec in Igor Ozim.